# Людина геніальна
Людина геніальна — сатиричний науково-фантастичний роман Лайона Спрега де Кемпа та Пітера Шуйлера Міллера.
Вперше твір опублікований у журналі наукової фантастики в березні 1941. 1950 виданий друком в твердій палітурці, у м'якій обкладинці — 1961-го, «Berkley Books». 2011 здійснено видання в електронному вигляді під час загального випуску творів Спрега де Кемпа в електронному вигляді. Твір перекладено італійською, німецькою та французькою.
«Людина геніальна» — єдиний роман Шуйлера Міллера, твір є одним з найперших творів у тематиці інтелектуальних приматів майбутнього, найяскравішим втіленням якої є «Планета мавп» П'єра Буля.

## Короткий зміст
1939 в Пенсільванії автобус потрапляє у пастку часового тунелю, його 20 пасажирів «проїхали» тисячоліття. При виїзді із тунелю вони опиняються в майбутньому, у якому людству нема місця на Землі. Панівним видом стали горили, що розвинулися інтелектуально. При цьому горили поводять себе набагато розумніше, ніж колись люди — вони турбуються про давно зниклих реліктів (людей).
Люди, що врятувалися, мають адаптуватися до світу, в якому вони анахронізми, серед них — четверо вчених, що їхали на конференцію в Колумбус, адвокат, бізнесмен, діяч із нічного клубу, вчителі, родина.
У кінці твору люди бачать сутичку горил з войовничими бабуїнами.